# La Vall
La Vall , Lavall ou encore Lavail est un hameau et une ancienne commune française situé dans le département des Pyrénées-Orientales. Attaché à la commune de Sorède, il est situé au cœur des gorges de la Vall, dans une vallée qui forme une voie de passage naturelle vers l'Espagne.

## Géographie

### Localisation
L'ancienne commune de La Vall constitue la partie sud-est de l'actuelle commune de Sorède. Le hameau se situe dans la vallée de la rivière la Massane, à mi-distance entre le château d'Ultrera au nord-ouest et la tour de la Massane au sud-est.

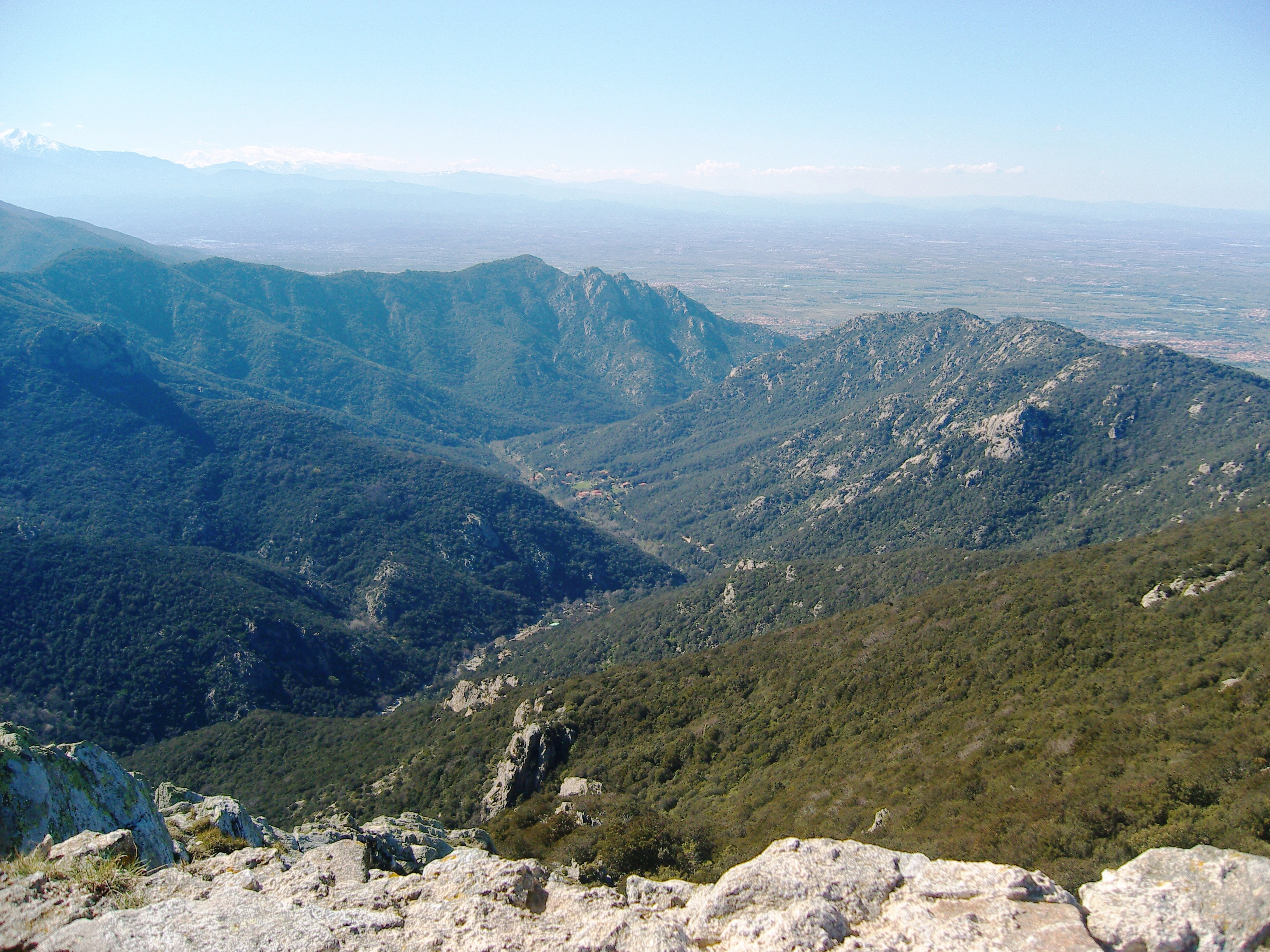
La Vall depuis la tour de la Massane.

### Géologie et relief
Le hameau est situé dans le creux de la vallée à une altitude de 187 mètres. Il est entouré au sud par le Roc de Montbran (593 m), et au nord par le Puig de la Torreta (550 m), le Puig del Raig (569 m) et le Puig de la Martina (461 m).

### Hydrographie
La rivière de la Massane traverse la commune du sud vers le nord et bifurque vers l'ouest un peu avant le hameau de Lavall, puis reprend sa route vers le nord. Elle reçoit de nombreux affluents tout au long de son trajet, parmi lesquels figurent :
- le còrrec de Montbran (rg) ;
- le còrrec dels Oms (rd) ;
- le còrrec de la Blada (rg) ;
- le còrrec dels Hortets (rg).

### Voies de communication et transports
Le hameau de La Vall est accessible depuis la route départementale D2, entre Sorède et Argelès-sur-Mer. Il faut alors prendre une petite route se dirigeant vers le sud en direction de l'église Saint-Ferréol de la Pava et qui se poursuit ensuite vers le hameau de La Vall.

## Toponymie
Formes du nom
Le lieu est déjà mentionné au IXe siècle sous le nom de Vallem Sancti Martini. On rencontre ensuite Sancti Martini de la Vall au XIIIe siècle et simplement La Vall au XVIIIe siècle, devenu par la suite Lavall en un seul mot. En 1793, le nom francisé de la commune est Lavail, aussi noté Lavaill en 1801.
En catalan, le nom de la commune est La Vall de Sant Martí de Montbran.
Le nom officiel indiqué sur le panneau de nos jours reprend la forme de 1793, Lavail, pour le français, et Lavall pour le catalan. L'IGN utilise la Vall sur ses cartes, y compris la carte topographique au 1/25000e.
Étymologie
La Vall signifie « la vallée » en catalan et correspond à sa situation au sein de la vallée de la Massane. Sant Martí est le nom de l'église, dédiée à l'évêque du IVe siècle Martin de Tours, très populaire au Moyen Âge.

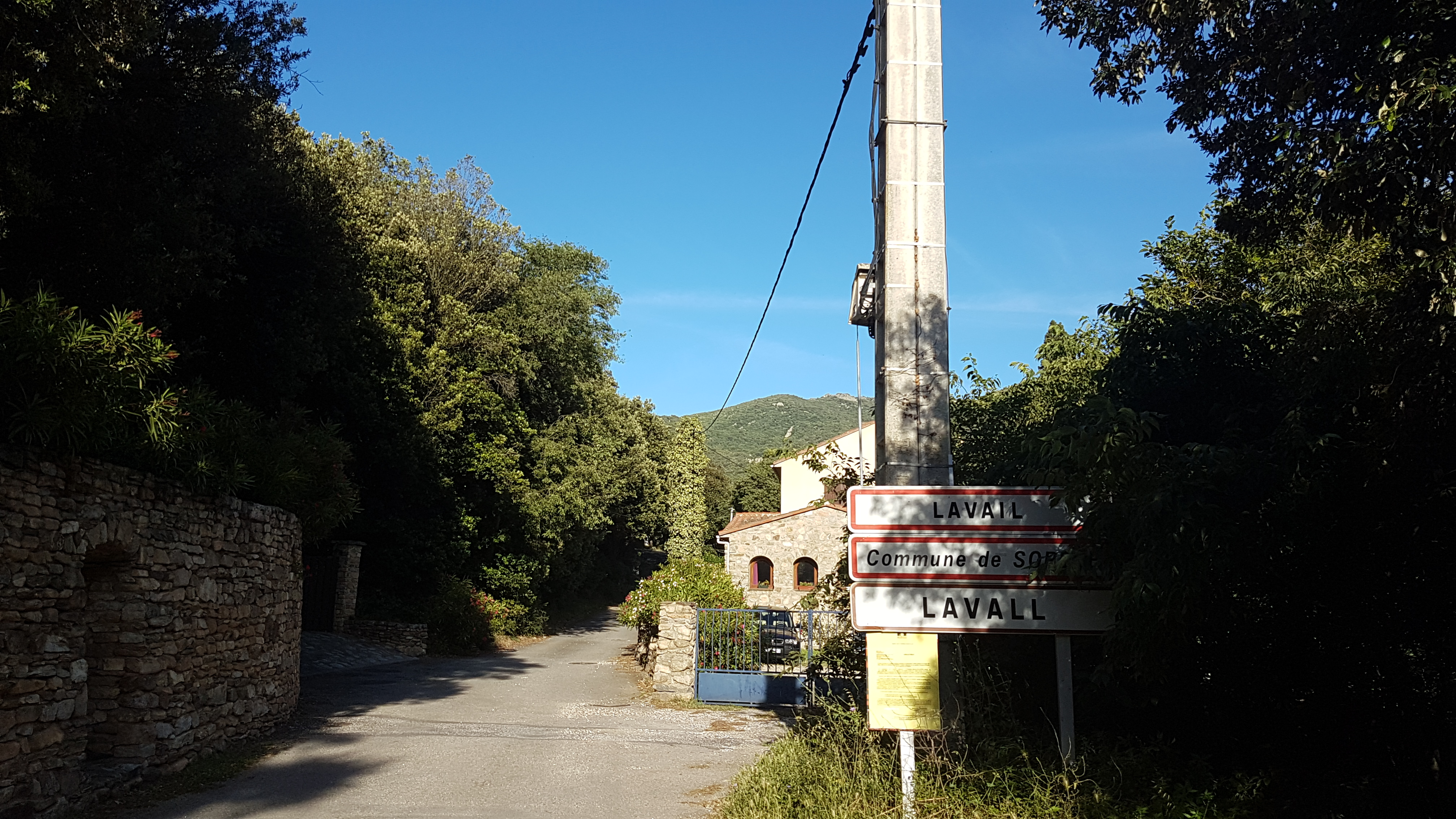
L'entrée de Lavail

Montbran fait référence au roc de Montbran, au sud du hameau. Celui-ci, désigné en 1143 sous le nom de Monte Brano, tient son appellation d'un nom de personne germanique, Branno, et signifiant corbeau.

## Histoire
Le site de La Vall a été occupé dès le Néolithique — présence d'un abri sous roche au-dessus du hameau ayant révélé des objets de cette époque. On ne sait pas comment, ni à quelle époque le village est apparu dans un premier temps.
Au Moyen Âge, vers l'an 800, des moines bénédictins sont arrivés à La Vall — ils sont peut-être venus de Catalogne du Sud — et y ont fondé un monastère. Mais celui-ci, sans doute trop isolé, fut transféré, moins de cinquante ans après sa fondation, à Saint-André. Cependant le village resta toujours sous l'autorité de l'abbaye de Saint-André, jusqu'à la fin du Moyen Âge.
Le roi de France Philippe III le Hardi lors de l'expédition contre le roi d'Aragon, et le siège de Gérone, accéda dans le Royaume d'Aragon en passant par les gorges de La Vall. Une légende veut qu'il se soit arrêté pour prier à l'église Saint-Martin de Lavall.
La commune de Lavail est rattachée à celle de Sorède le 18 décembre 1822.

## Politique et administration

### Canton
La commune de Lavail est intégrée en 1790 dans le canton d'Argelès. Celui-ci étant supprimé en 1793, Lavail rejoint le canton de Laroque. Ce dernier est également supprimé en 1801 et Lavail revient dans le canton d'Argelès recréé cette même année. La commune demeure au sein du même canton lorsqu'elle est rattachée à la commune de Sorède en 1822,.

## Population et société

### Démographie
La population est exprimée en nombre de feux (f) ou d'habitants (H).
| 1365 | 1378 | 1720 | 1730 | 1767 | 1790 |
| ---- | ---- | ---- | ---- | ---- | ---- |
| 17 f | 14 f | 6 f  | 6 f  | 34 H | 32 H |

| 1796 | 1800 | 1804 | 1806 | 1820 | - |
| ---- | ---- | ---- | ---- | ---- | - |
| 27 H | 20 H | 28 H | 33 H | 27 H | - |

Notes :
- 1365 : pour le Val de Montbram ;
- 1378 : pour Saint-Martin de Montbram ;
- à partir de 1826, la population est recensée avec celle de Sorède.

### Manifestations culturelles et festivités
- Fête de Saint-Martin de Lavall : 11 novembre[5].

## Lieux et monuments
L'église Saint-Martin, qui date des Xe et XIe siècles, est dans un style roman très simple, typiquement roussillonnais. Cette église succède sans doute à un premier sanctuaire fondé par les moines vers l'an 800. Il s'agit d'une église au style très sobre, sans ornementation, ce qui permet de le rattacher au roman tardif. Cette église est très proche, par son style, de l'église Saint-Laurent du Mont, situé quelques kilomètres au nord de La Vall, sur la commune d'Argelès-sur-Mer.